# 臺灣大陳人
臺灣大陳人（台州話：/de33ʔuɛ533 dᴀ133dʑiɪɲ311ȵiɪɲ311/），又稱「大陳義胞」（台州話：/dᴀ133dʑiɪɲ311ȵiʲ113pɔ33/），是1955年2月自中華民國浙江省沿岸大陳島（今屬台州市椒江區大陳鎮）、漁山列島（今屬寧波市象山縣）、披山島（今屬玉環市）、南麂列島（今屬溫州市平陽縣）撤退來到臺灣的居民。此次撤退史稱大陳島撤退。
臺灣政壇上知名的大陳人後代有民主進步黨籍中華民國大陸委員會副主任委員梁文傑、中國國民黨籍葉匡時和立法委員羅智強等。臺灣著名演員柯受良也是大陳人。

## 大陳島歷史
大陳諸島自明代至1930年代，長期受到浙江沿海海盜活動的威脅，除天災之外，就屬海盜攻擊問題最大，情況嚴重之際，島民甚至必須返浙江沿海居住以策安全。1940年水警隊發生叛變，叛變之水警隊員殺害水警隊長，並洗劫大陳而去，使大陳島呈無政府狀態。後來當地士紳決定出資請大陳人王相義組織地方武力自保，招募漁民並收編小股海盜，編成一支數百人武裝保衛隊，擔任大陳地方的防衛任務。日本侵華期間，王相義加入浙江省溫台護航委員會，攻擊搶奪日本與其他外國商船，此時王相義的武裝部隊增至1200人。二戰結束後，王相義投靠國民政府，任浙江省溫嶺縣長，後來溫嶺縣城被共軍攻下，王相義與縣政府一起退守大陳。

## 來臺背景

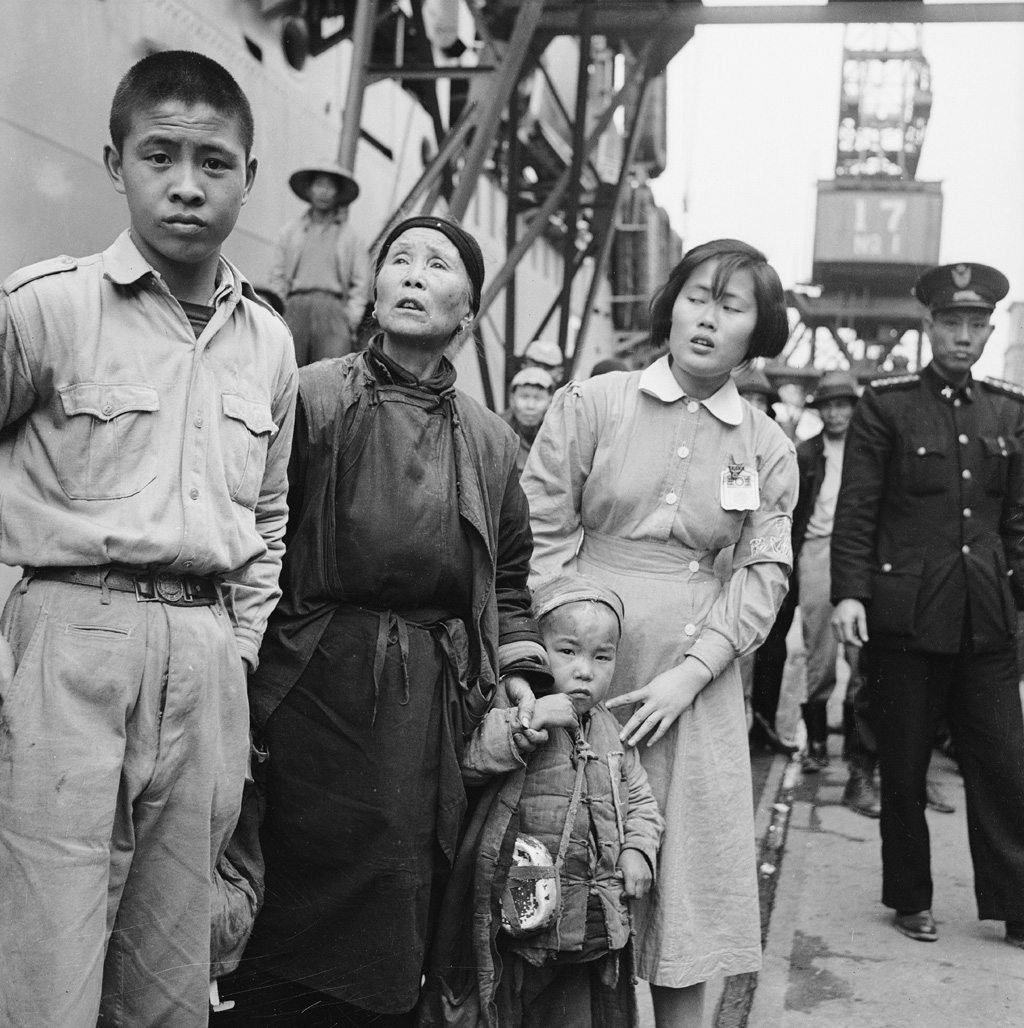
首批抵達台灣的大陳列島居民，攝於1955年。

國共內戰后期，中華民國中央政府已經撤退到臺灣島，實際控制的領土僅限於臺灣、澎湖群島、福建省金門、烏坵、馬祖、東引、東西犬以及浙東沿岸的數島。
1951年民國政府江浙反共救國軍成立，設總部於大陳島，並將漁山島、大陳島、披山島、南麂島劃設為「大陳地區」，使成「反攻基地」，新意涵的「大陳」概念由此萌芽。
1954年10月起中共軍隊開始對大陳列島進行軍事行動，此大陳戰役即是第一次台海危機，其間護航驅逐艦（DE）太平艦遭共軍魚雷小艇擊沉。1955年1月18日一江山島失守，與一江山島相隔極近的大陳島勢必失去屏障，加上距離台灣本島過遠以及金馬陳皆不在美國防守的範圍之內，因此中華民國決定自大陳島撤守，在美國協助下擬定金剛計畫。於1955年2月8日展開，四天之內，撤退了大陳島上所有的居民（除了一位生病的人）共一萬餘，加上軍隊共計兩萬八千人，並於基隆港登陸台灣本島。隨後中華民國政府撤銷浙江省政府，正式宣告失去所有浙江省領土。

## 大陳義胞
當時政府重點是將這批來台的大陳百姓界定為「義胞」，而非因戰火逃難家園的「難民」，主導此新聞事件渲染為成功的「中美軍事合作」與轉進，引導民心對蔣中正政府的效忠。台灣省議會於1955年2月12日發起對大陳義胞的『一人一元救濟運動』，宣傳上指出：

此次我大陳同胞，為厭惡共匪暴行，毀家抒難，奔向自由，發揚我民族偉大之忠義精神與我黃帝子孫堅忍不拔的意志，以昭示於全世界，我台省同胞亦與有光榮。
「大陳義胞」泛指隨中華民國政府在「大陳撤退」過程中不惜拋棄固有的家園只願跟隨政府來到臺灣躲避共產黨欺壓的近兩萬名居民。 政府也在這次的撤退過程中，將其塑造成一次成功的臺美軍事合作。不僅如此，「義胞」一名強調這些居民們是為了民族大義而不惜放棄家園共赴國難的忠義之士，也是國家對內與對外意識形態宣傳政策的一部分。:61-62
政府設置了一個單位來負責安置大陳人，由內政部、省政府與中國大陸災胞救濟總會組成了「大陳地區反共義胞來台輔導委員會」，於1955年1月28日成立，於1958年底大陳義胞安置工作完成後解散，之後的輔導工作改由省政府社會處接管。

## 分布

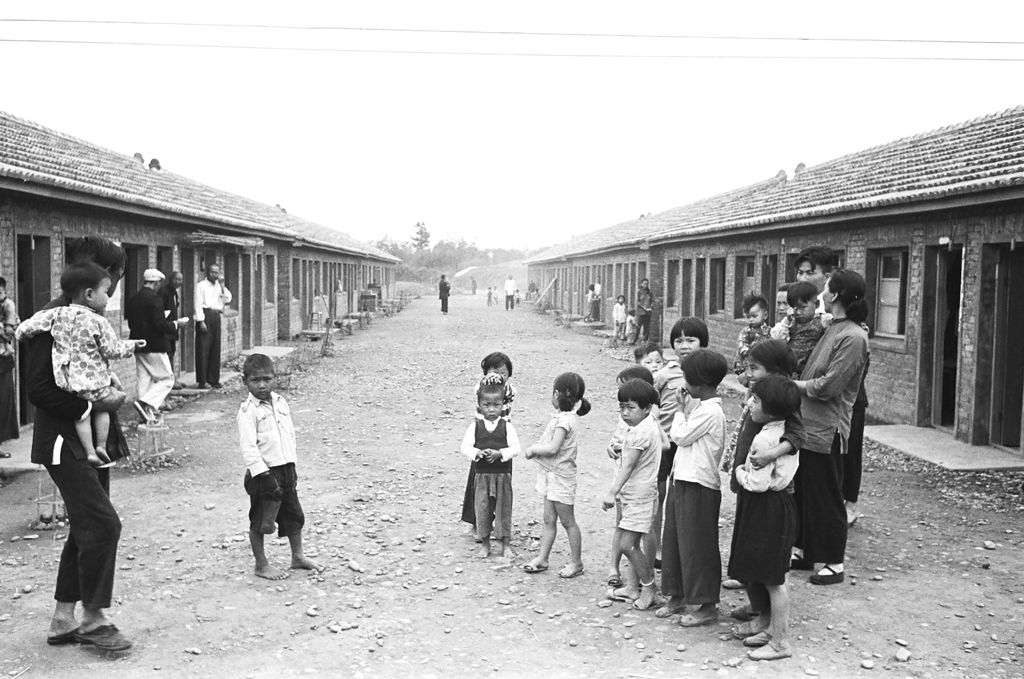
等待新居落成的大陳人，攝於1956年。

來到臺灣後他們被稱作大陳義胞，並由中央政府保證工作和生活，先是在基隆各學校充作的招待所內安置，後來被分配到全台各地共三十六處的大陳新村。最先的政策是依照在大陳島時的職業：
- 漁民分配至沿海，三戶一條船。
- 農夫分配農地，集中於高屏溪流域。
- 釀酒者分配到南投縣埔里鎮的埔里酒廠。

雖然被分配到房屋、土地和工作，甚至初期仍有生活津貼，但大多數的大陳人生活仍然清苦。因此1964年起政府訓練部份大陳人轉任船員、碼頭工人。

## 文化和民間信仰
「上大陳」、「下大陳」乃浙江沿海的兩個小島，現今於臺灣社會中之「大陳」，卻是一個新創的集體概念。
大部分大陳人屬於江浙民系，母語是吳語台州話，在臺灣被稱作大陳話；而祖先由福建移居大陳的大陳人母語則是閩東語或閩南語。

### 傳統飲食
大陳人來到臺灣，也把當地飲食帶來，像是大陳年糕、鬆糕、麥油煎（包入炒米粉的春捲）等。大陳島的釀酒技工，來臺後多被分配到埔里酒廠工作，也把當地技術與臺灣融合。

### 「大陳神明崇拜」與「蔣公崇拜」

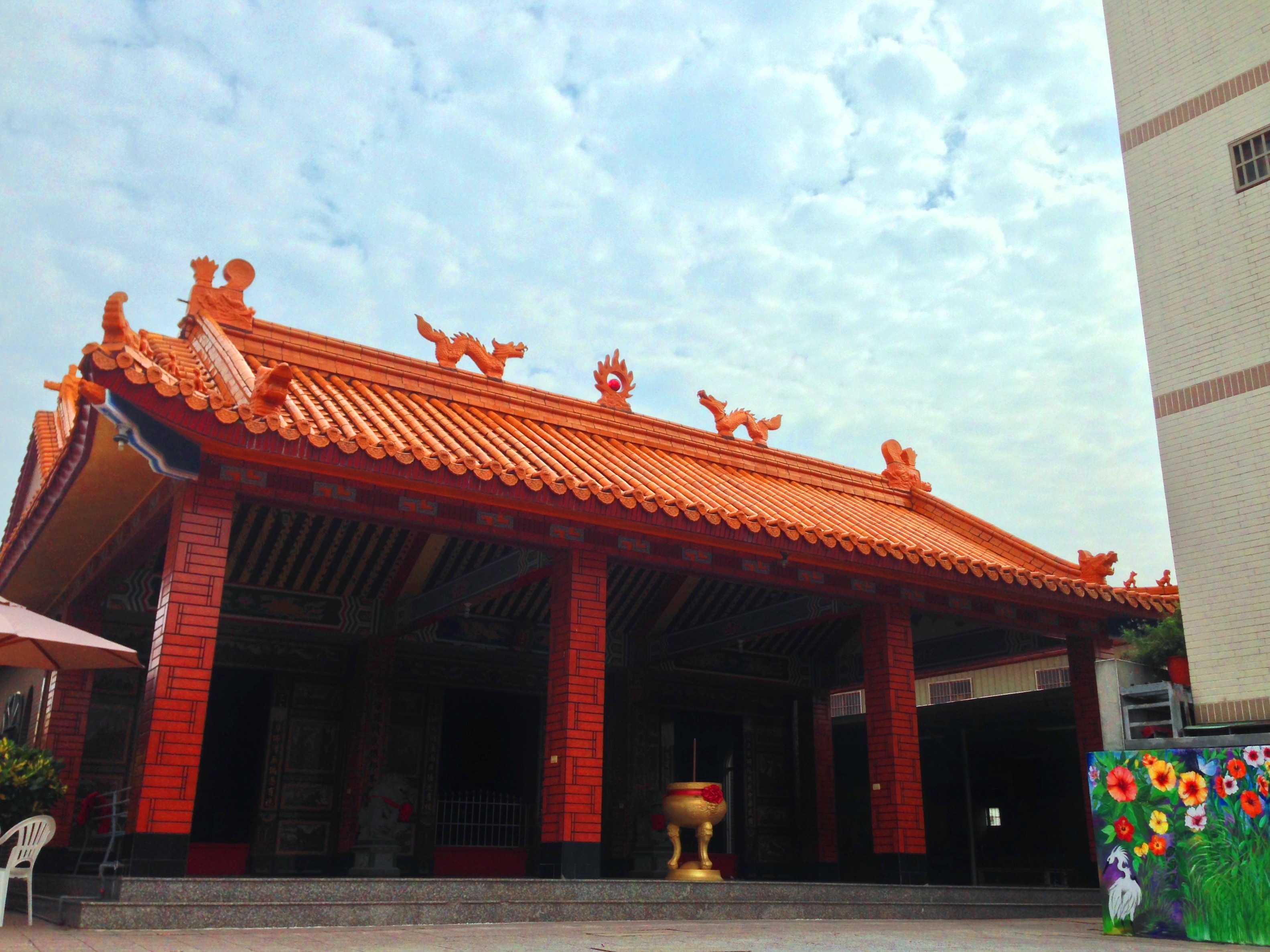
高雄旗津的蔣公感恩堂。

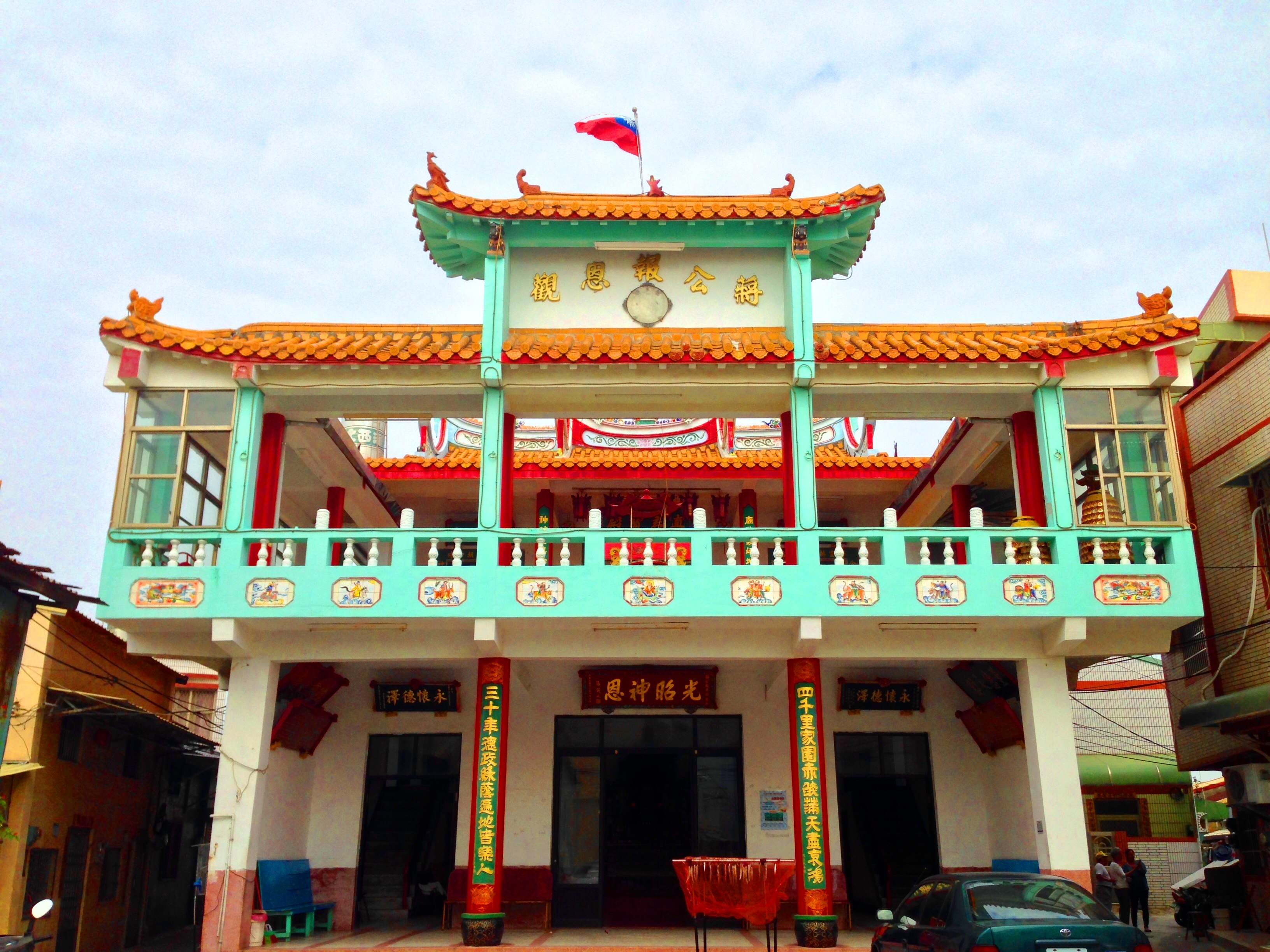
高雄旗津的蔣公報恩觀。

在大陳義胞社區中特有的「大陳神明崇拜」與「蔣公崇拜」，乃是群體認同化過程中，彰顯以宗教文化為基礎的「類同的象徵建構」，目前自稱為之大陳人，過去則是以「大陳義胞」之名為社會所認知。
大陳人在聚居的社區新村內供奉在家鄉的鄉土神祇，如威烈侯（威武陳元帥）、漁師大神、阮弼真君、平水禹王、楊府元帥、五顯菩薩等，這些和臺灣主流漢族民系（福佬和客家）的信仰神明不太一樣。其中威烈侯（威武陳元帥）信仰，在高雄市茄萣區南田新村、大社區和平新村、鳳山區太平新村及屏東縣高樹鄉自強新村等大陳義胞聚落皆建有「威武廟」。除此之外，大陳人也有信奉漢人共通的信仰的神明，如媽祖，觀音和三官大帝。大陳人的「大陳神明」意識不僅表現在集體參與各新村廟會活動，也在各新村廟宇新建與整修之際，金錢的奉獻，除本村村民之外，別的大陳村落的居民也會捐款參與。
大陳人傳統上很感念蔣中正、蔣經國父子，因此許多大陳新村皆供蔣中正神像。因蔣中正於1954年5月巡視大陳島，蔣經國也以政戰部主任的身分前往大陳視察戰地政務總共四次，使人心安定，讓大陳人心存感激，自認受到蔣氏父子深厚的照顧。1975年蔣中正去世後，大陳人也以「大陳義胞」之名，由35個新村所派出的35人代表，「披蔴帶孝」至國父紀念館哀悼而成焦點。1975年，高雄市旗津區的實踐新村建立名為蔣公感恩堂的廟宇，祭祀主神即是蔣中正，當地稱為「蔣公廟」，正殿神龕中央立蔣中正像，而兩旁偏殿則供奉觀音與三官大帝。1977年實踐新村又建另一座新的蔣公報恩觀的廟宇，供奉蔣中正與阮弼真君等各類民間信仰神祇，此乃大陳人自我身分認同建構行動。

## 知名人士
大陳人之中也有屬於與臺灣多數人相同的閩南民系，一般而言閩籍大陳人融入臺灣社會比浙籍（吳越民系）適應良好，例如柯受良曾經發行閩南語唱片。

### 隨撤退來台者
- 柯受良：旅港演員，綽號小黑，1953年出生于渔山列岛，在台東漁山新村長大，已於2003年逝世。
- 陳金麟：現任中國國民黨籍宜蘭縣議會機要秘書，在宜蘭苏澳岳明新村長大。

### 第一代的後裔
- 柯有倫：歌手（柯受良之子）
- 梁文傑：曾任民主進步黨籍臺北市議員、現任大陸委員會政務副主任委員。
- 罗智强：曾任中華民國总统马英九的重要幕僚、總統府副秘書長、臺北市議員，2024年5月起擔任立法委員
- 葉匡時：曾任交通部長，高雄市第3屆副市長
- 胡志偉：中華統一促進黨自忠黨部主委、大陳島鄉情文化促進會理事長，曾在記者會朝蔡丁貴噴生髮水，曾朝黃昭堂銅像噴漆及反對台灣民政府，何韻詩來台時潑漆主嫌。

### 引用
1. 1 2 3 4 5 6  陳緯華·張茂桂.  (PDF). 台灣社會學第27期（2014年6月），頁51-95。.[永久]
2. ↑  中時電子報. . 中時電子報.   [2016-12-29]. （原始内容存档于2016-12-30） （中文（臺灣））.
3. ↑  《台灣民聲日報》1955年2月13日。
4. ↑  (wsb9877), 紀  穹. . 認識大陳.   [2016-12-29]. （原始内容存档于2016-12-29） （中文（臺灣））.

### 來源
- 張茂桂、潘婉明、陳緯華《生之地景·大陳人在台灣》，張茂桂主持「易地新生，大陳人的宗教與與認同」 （页面存档备份，存于）
- 張茂桂、潘婉明《Diaspora與「想往家」——關於「大陳人」生命經歷的研究》2006台灣社會學會年會暨國科會專題研究成果發表會，東海大學
- 宜蘭縣議會網站 （页面存档备份，存于）
- INN宜蘭新聞網

## 外部連結
- 中央研究院社會學研究所《追尋大陳社會文化網》國科會獎助計畫·2002年～2006年 （页面存档备份，存于）
- 憨膽大陳人，活出一片天[永久]
- 【大陳香火】台灣外省人生命記憶與敘事資料庫數位典藏計畫，不凡的年代；我們的故事。
- 大陳義胞來台的故事（人文習俗方言史記篇）的Facebook專頁
- 大陳義胞來台的故事（飲食文化 篇）的Facebook專頁